# KRI Brawijaya (320)
Pour les articles homonymes, voir Marcantonio Colonna.
Le Brawijaya (pennant number : 320) est un patrouilleur hauturier, le cinquième navire de la classe Thaon di Revel de la Marina Militare italienne. Il est entré en service dans la marine indonésienne.

## Conception
Les navires ont été conçus comme des « navires de patrouille offshore polyvalents ». Les sept premiers navires sont construits avec différentes configurations : une variante « légère » de base pour la tâche de patrouille, une configuration améliorée avec une meilleure capacité d’autodéfense et une variante « complète » intégrant des capacités beaucoup plus étendues.

## Carrière
Le Marcantonio Colonna a été mis en chantier le 3 septembre 2020 par Fincantieri et a été lancé le 26 novembre 2022 au chantier naval de Fincantieri à Riva Trigoso (Gênes). Il a été baptisé en l’honneur de Marcantonio Colonna (1535-1584), l’un des plus illustres capitaines de terre et de mer du XVIe siècle, protagoniste de la bataille de Lépante en 1571. La marraine du lancement était Jeanne Colonna Pavoncelli, une de ses descendantes. Il a débuté ses essais en mer le 10 juillet 2023.
Sa livraison est prévue en décembre 2024, mais pas à la marine italienne. En effet, à la suite d'un contrat signé en mars 2024 par Fincantieri avec le ministère de la Défense et la marine indonésienne, ce navire et le suivant de la classe (le Ruggiero di Lauria (P 435) lancé en octobre 2023) devraient être livrés à ce pays d’Asie du Sud-Est,. 
Le navire a été renommé KRI Brawijaya (320) le 29 janvier 2025 lors d'une cérémonie aux chantiers navals de Muggiano. .
En mars 2025, il était en phase d'essais en Italie pour valider les adaptations demandées par l'Indonésie.
Il a été livré à la marine indonésienne en juillet 2025.